# Winkel (Haut-Rhin)
Pour les articles homonymes, voir Winkel.
Winkel est une commune française située au sud dans la circonscription administrative du Haut-Rhin et, depuis le 1er janvier 2021, dans le territoire de la Collectivité européenne d'Alsace, en région Grand Est.
Cette commune se trouve dans la région historique et culturelle d'Alsace.
Le village est connu en Alsace car la rivière Ill, qui rejoint le Rhin à quelques kilomètres au nord de Strasbourg, y prend sa source.
Ses habitants sont appelés les Winkelois et les Winkeloises.

## Géographie
Adossée au massif du Glaserberg, Winkel est située dans le Jura alsacien, à environ 550 mètres d'altitude.
| Durlinsdorf Liebsdorf | Bendorf |          |
| Oberlarg              | Winkel  | Ligsdorf |
|                       | Lucelle |          |

### Hydrographie

#### Réseau hydrographique
La commune est dans le bassin versant du Rhin au sein du bassin Rhin-Meuse. Elle est drainée par l'Ill,.
L'Ill, d'une longueur de 217 km, prend sa source dans la commune  et se jette  dans le Grand Canal d'Alsace à Offendorf, après avoir traversé 68 communes. 

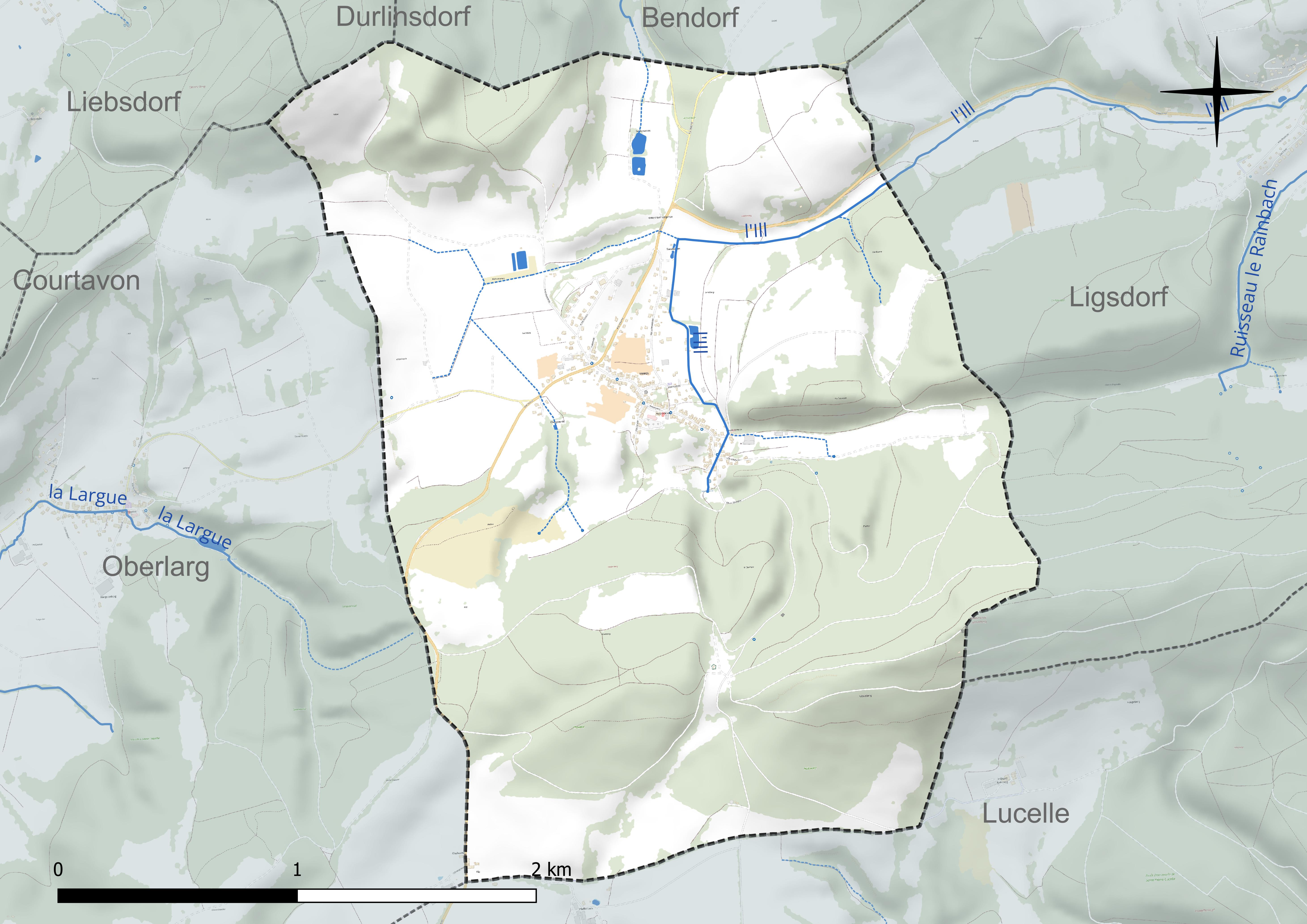
Réseau hydrographique de Winkel.

#### Gestion et qualité des eaux
Le territoire communal est couvert par le schéma d'aménagement et de gestion des eaux (SAGE) « Largue ». Ce document de planification concerne le bassin versant de la Largue et une zone située à l'ouest du périmètre (la région de Montreux). Ce territoire s'étend sur 385 km2. Le périmètre a été arrêté le 4 mars 1996 et le SAGE proprement dit a été approuvé le 24 septembre 1999 puis révisé le 17 mai 2016. La structure porteuse de l'élaboration et de la mise en œuvre est le Syndicat mixte pour l'aménagement et la renaturation du bassin versant de la Largue et du secteur de Montreux, qui a évolué en Epage le 1er janvier 2018, sous le nom de Epage Largue. 
La qualité des cours d’eau peut être consultée sur un site dédié géré par les agences de l’eau et l’Agence française pour la biodiversité. 

### Climat
Pour des articles plus généraux, voir Climat du Grand Est et Climat du Haut-Rhin.
En 2010, le climat de la commune est de type climat de montagne, selon une étude du Centre national de la recherche scientifique s'appuyant sur une série de données couvrant la période 1971-2000. En 2020, Météo-France publie une typologie des climats de la France métropolitaine dans laquelle la commune est exposée à un climat de montagne ou de marges de montagne et est dans la région climatique  Vosges, caractérisée par une pluviométrie très élevée (1 500 à 2 000 mm/an) en toutes saisons et un hiver rude (moins de 1 °C). 
Pour la période 1971-2000, la température annuelle moyenne est de 8,7 °C, avec une amplitude thermique annuelle de 17,3 °C. Le cumul annuel moyen de précipitations est de 1 347 mm, avec 10,9 jours de précipitations en janvier et 10,5 jours en juillet. Pour la période 1991-2020, la température moyenne annuelle observée sur la station météorologique de Météo-France la plus proche, « Lucelle_sapc », sur la commune de Lucelle à 4 km à vol d'oiseau, est de 9,4 °C et le cumul annuel moyen de précipitations est de 1 091,0 mm. 
La température maximale relevée sur cette station est de 36 °C, atteinte le 20 juillet 2003 ; la température minimale est de −19 °C, atteinte le 20 décembre 2009,,. 
Les paramètres climatiques de la commune ont été estimés pour le milieu du siècle (2041-2070) selon différents scénarios d'émission de gaz à effet de serre à partir des nouvelles projections climatiques de référence DRIAS-2020. Ils sont consultables sur un site dédié publié par Météo-France en novembre 2022.

## Urbanisme

### Typologie
Au 1er janvier 2024, Winkel est catégorisée commune rurale à habitat dispersé, selon la nouvelle grille communale de densité à sept niveaux définie par l'Insee en 2022.
Elle est située hors unité urbaine. Par ailleurs la commune fait partie de l'aire d'attraction de Bâle - Saint-Louis (partie française), dont elle est une commune de la couronne,. Cette aire, qui regroupe 94 communes, est catégorisée dans les aires de 200 000 à moins de 700 000 habitants,.

### Occupation des sols
L'occupation des sols de la commune, telle qu'elle ressort de la base de données européenne d’occupation biophysique des sols Corine Land Cover (CLC), est marquée par l'importance des territoires agricoles (49,2 % en 2018), une proportion sensiblement équivalente à celle de 1990 (49,7 %). La répartition détaillée en 2018 est la suivante : 
forêts (46,9 %), prairies (25,7 %), zones agricoles hétérogènes (22,2 %), zones urbanisées (3,8 %), terres arables (1,4 %). L'évolution de l’occupation des sols de la commune et de ses infrastructures peut être observée sur les différentes représentations cartographiques du territoire : la carte de Cassini (XVIIIe siècle), la carte d'état-major (1820-1866) et les cartes ou photos aériennes de l'IGN pour la période actuelle (1950 à aujourd'hui).

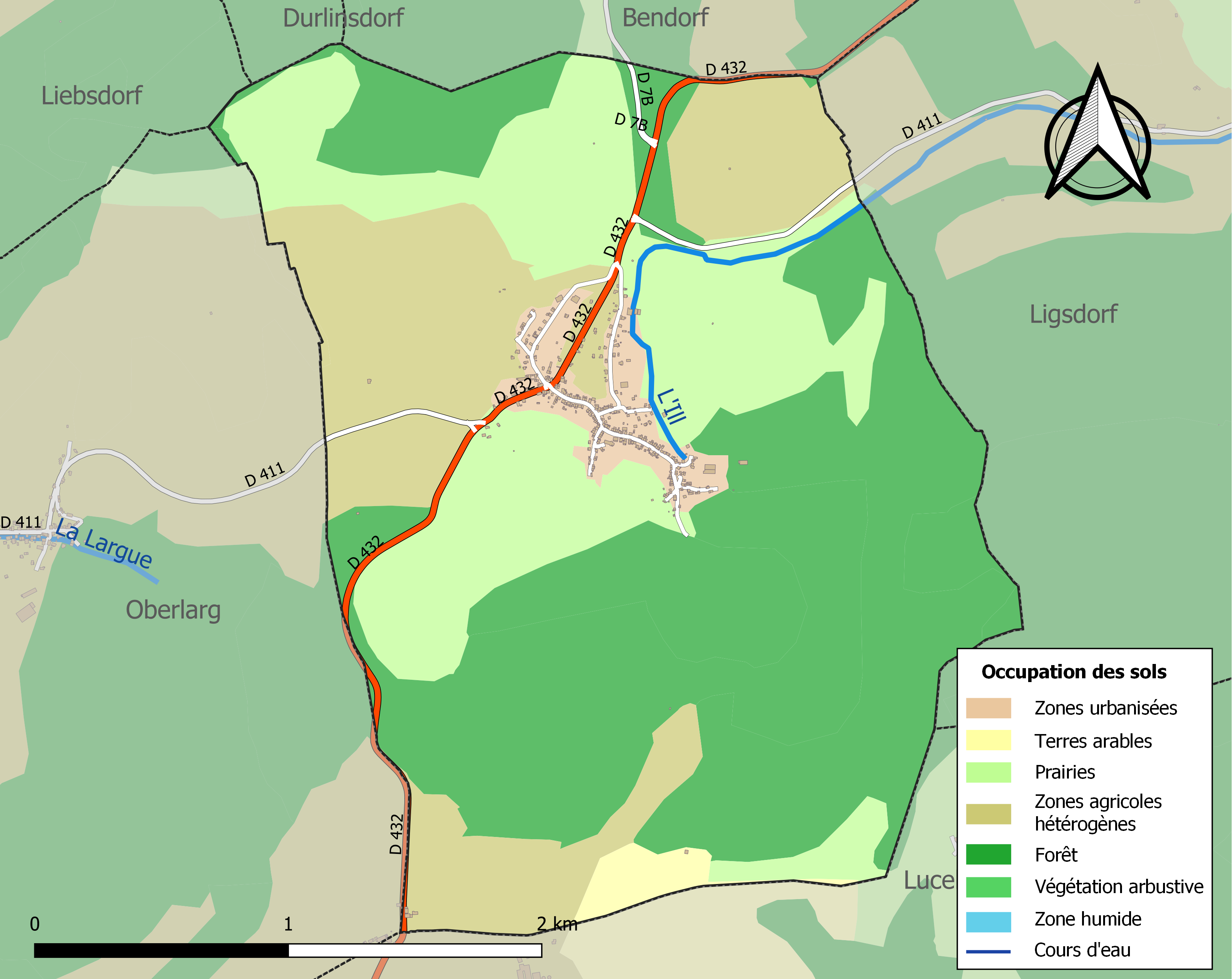
Carte des infrastructures et de l'occupation des sols de la commune en 2018 (CLC).

## Histoire
Winkel tirerait son nom des caves à vin Vini Cellae que le couvent de Lucelle y avait implantées. Le nom de Winchelein apparait en 1146. 

Pour l'heure, aucun renseignement sur le village dans l'Antiquité n'a été retrouvé. Il est avéré que la région était occupée par les Rauraques jusqu'à l'arrivée des Romains. Ces derniers auraient eu en Rauracie un poste permanent, mais son emplacement exact n'est pas connu. La proximité de la voie romaine qui, semble-t-il, passait par le site actuel de l'oratoire N.D. du Haut a probablement incité Quiquerez à situer un camp romain sur une hauteur dominant la source de l'Ill.
Cette commune appartenait à la seigneurie de Ferrette.
Jean-Claude Duroux, maire de la commune en 1978 et Joseph Fuetterer, maire de la commune landaise de Commensacq à la même année, scellèrent un jumelage pour 40 ans en hommage à l'exode des 138 habitants entre 1939 et 1940.

### Héraldique
| Blason de Winkel | Les armes de Winkel se blasonnent ainsi : « D'argent au mont de trois coupeaux de sinople surmontés chacun d'un sapin de même, une rivière d'argent issante du coupeau central. » |

## Politique et administration
| Période                                  | Période  | Identité      | Étiquette | Qualité |
| ---------------------------------------- | -------- | ------------- | --------- | ------- |
| Juin 2020                                | En cours | Agnes Lorentz |           |         |
| Les données manquantes sont à compléter. |          |               |           |         |

## Démographie
L'évolution du nombre d'habitants est connue à travers les recensements de la population effectués dans la commune depuis 1793. Pour les communes de moins de 10 000 habitants, une enquête de recensement portant sur toute la population est réalisée tous les cinq ans, les populations de référence des années intermédiaires étant quant à elles estimées par interpolation ou extrapolation. Pour la commune, le premier recensement exhaustif entrant dans le cadre du nouveau dispositif a été réalisé en 2004.

En 2022, la commune comptait 291 habitants, en évolution de −5,21 % par rapport à 2016 (Haut-Rhin : +0,66 %, France hors Mayotte : +2,11 %).
| 1793 | 1800 | 1806 | 1821 | 1831 | 1836 | 1841 | 1846 | 1851 |
| ---- | ---- | ---- | ---- | ---- | ---- | ---- | ---- | ---- |
| 556  | 501  | 547  | 585  | 667  | 681  | 702  | 710  | 704  |

| 1856 | 1861 | 1866 | 1871 | 1875 | 1880 | 1885 | 1890 | 1895 |
| ---- | ---- | ---- | ---- | ---- | ---- | ---- | ---- | ---- |
| 660  | 671  | 654  | 638  | 611  | 573  | 501  | 491  | 504  |

| 1900 | 1905 | 1910 | 1921 | 1926 | 1931 | 1936 | 1946 | 1954 |
| ---- | ---- | ---- | ---- | ---- | ---- | ---- | ---- | ---- |
| 515  | 486  | 464  | 438  | 427  | 412  | 417  | 417  | 382  |

| 1962 | 1968 | 1975 | 1982 | 1990 | 1999 | 2004 | 2006 | 2009 |
| ---- | ---- | ---- | ---- | ---- | ---- | ---- | ---- | ---- |
| 385  | 361  | 331  | 323  | 331  | 334  | 366  | 382  | 348  |

| 2014 | 2019 | 2022 | - | - | - | - | - | - |
| ---- | ---- | ---- | - | - | - | - | - | - |
| 316  | 300  | 291  | - | - | - | - | - | - |

## Lieux et monuments
- La source de l'Ill, située à l'est de Winkel en un endroit désigné, en 1591, sous le nom de Illentsprung c'est-à-dire origine de l'Ill, dans un verger sur les pentes du Glaserberg. Son courant permettait de faire tourner les roues à auges des scieries et des moulins.
- Un château, appelé Altschloss, au nord-est du village, date de construction inconnue, peut-être détruit lors du séisme de 1356.
- L'église Saint-Laurent, construite entre 1786 et 1788, dédiée à Laurent de Rome qui comporte deux autels latéraux baroques, classés Monuments Historiques, qui proviennent de Lucelle. Ils sont surmontés de deux tableaux de Jacob Carl Stauder représentant le supplice de sainte Agathe de Catane et la mort de saint Joseph.
- La chapelle de Warth, un sanctuaire taillé en partie dans le roc, lié à la fin tragique du chevalier Rodolphe de Warth [22], complice du parricide Jean de Souabe qui fut l'un des assassins d'Albert Ier de Habsbourg. Rodolphe de Warth fut condamné à mort et subit le supplice de la roue. La chapelle est à l'initiative de son fils ainé, le bailli de Zurich en 1362[23]. Elle a été restaurée en 1956 et est désormais dédiée à Marie, Reine du Monde.
- Le sentier des Marocains, un parcours des ouvrages de la ligne Maginot
- Le Bildstoeckle, en bois, situé sur le plateau de l'oratoire à 722 m d'altitude qui représente la Sainte Famille accompagnée de la Sainte Trinité et d'une statuette de saint Antoine.
- La chapelle Saint-Antoine, construite en 1924 dédiée à saint Antoine.
- La Batteuse, qui était à l'origine un abri pour le bétail implanté dans un pâturage communal vers la guerre de 1870. Il a été démonté et rebâti à son emplacement actuel en 1921, avec l'ajout d'une batteuse-botteleuse qui a fonctionné jusqu'en 1969. Cette grange, qui a été restaurée en 1999, a été convertie en salle des fêtes, tout en gardant sa structure.

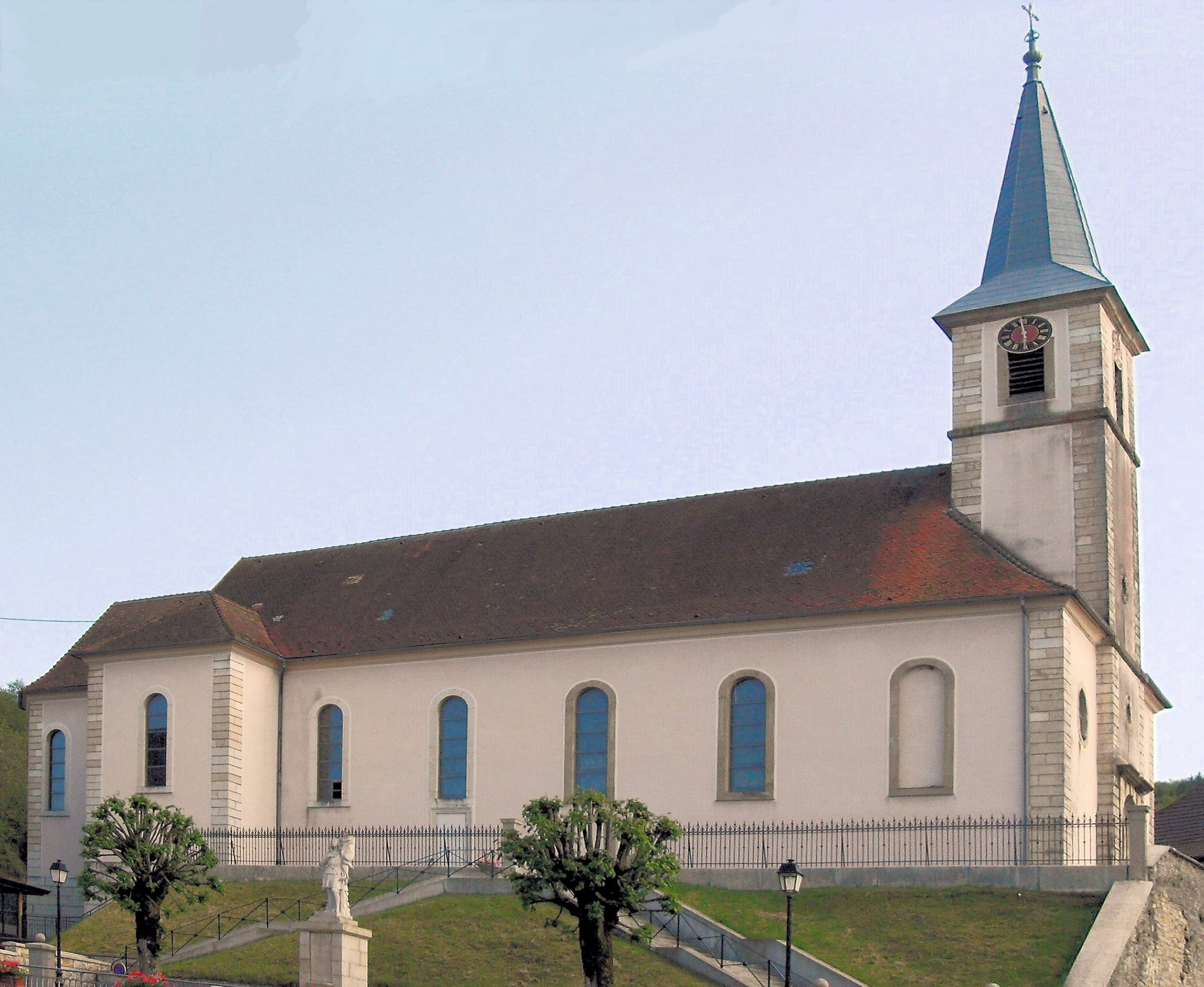
Église Saint-Laurent.
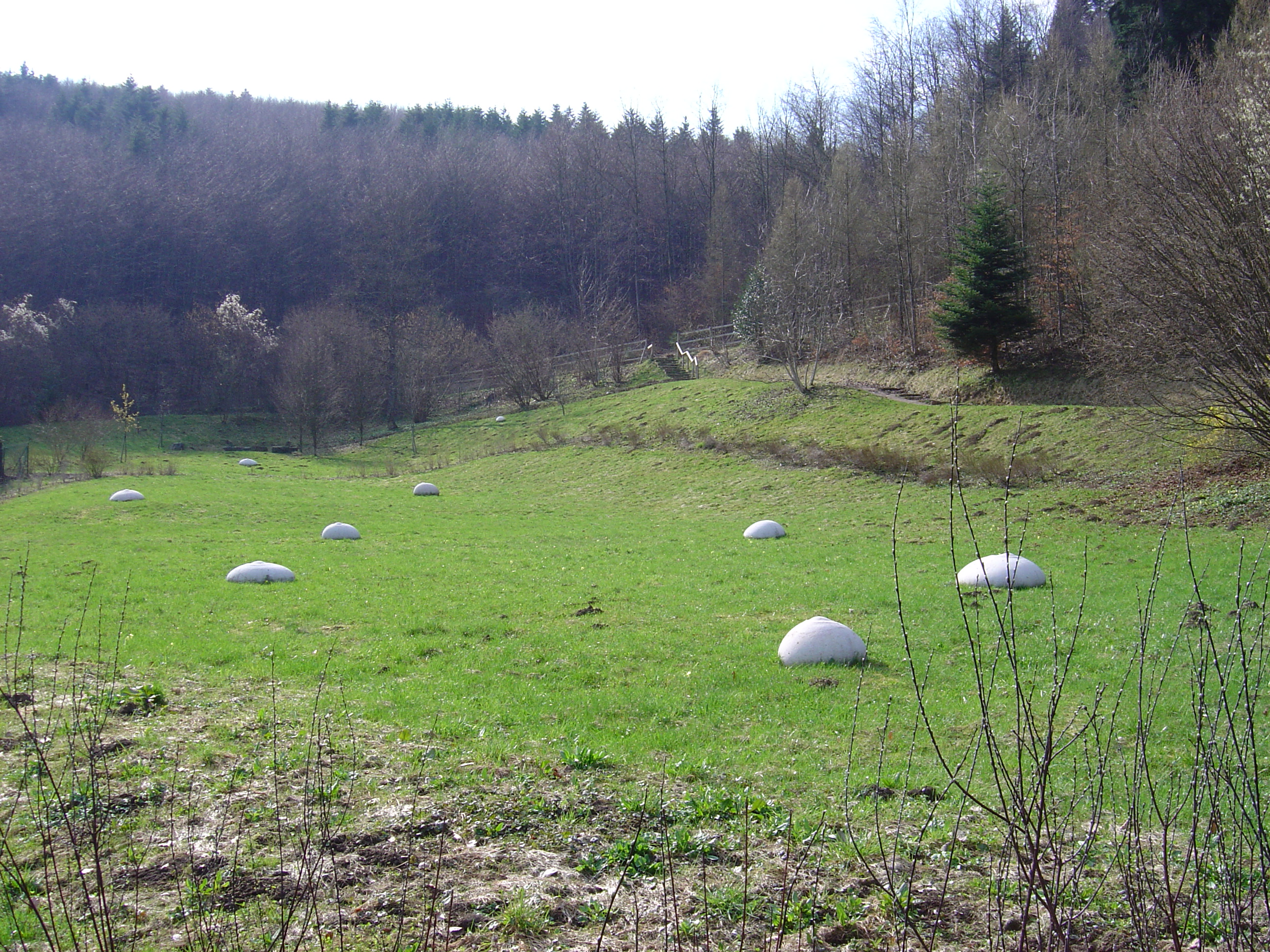
Source de l'Ill à Winkel.
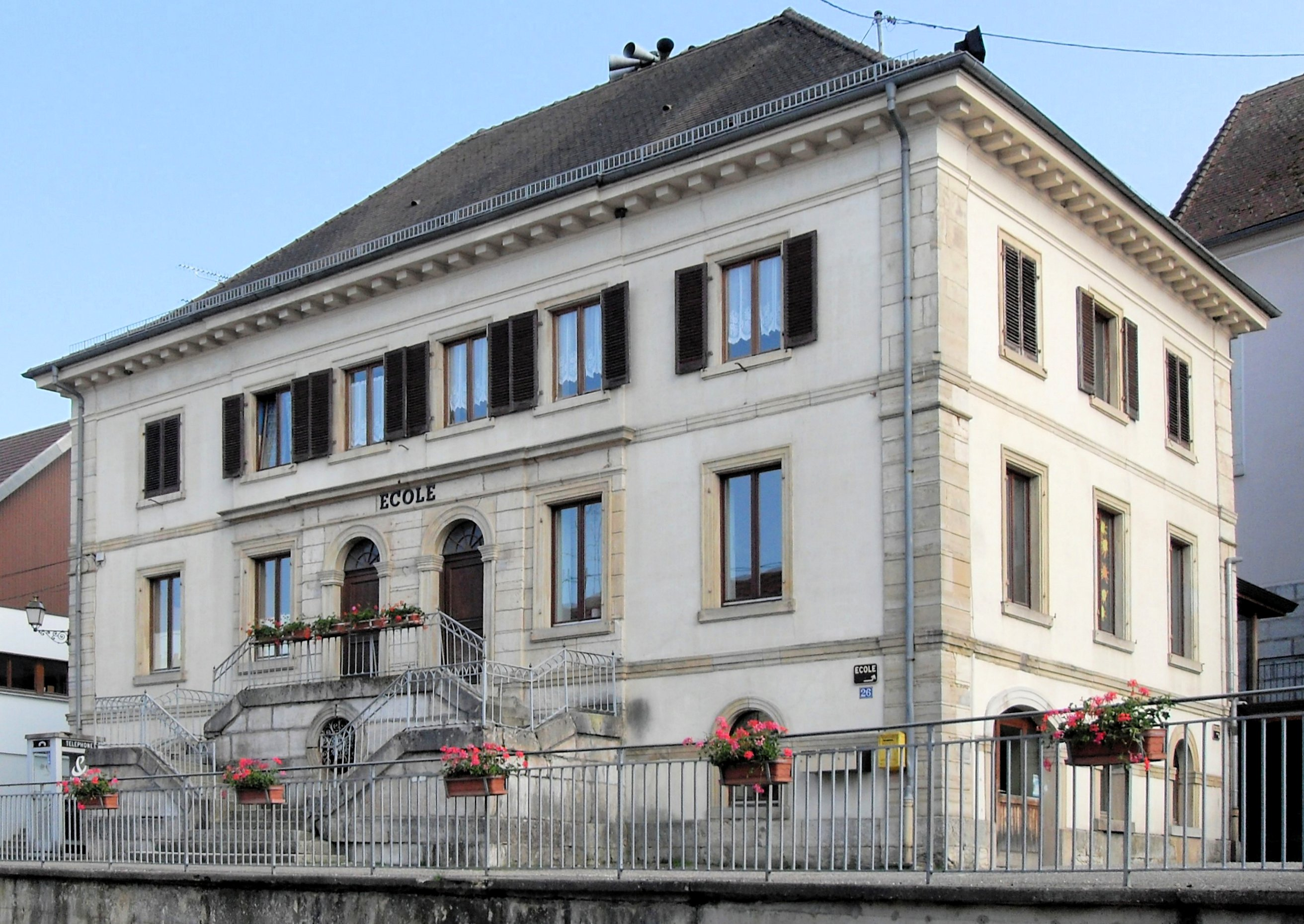
École.

## Jumelages
- Commensacq (France)